# Festival de arte de Japón

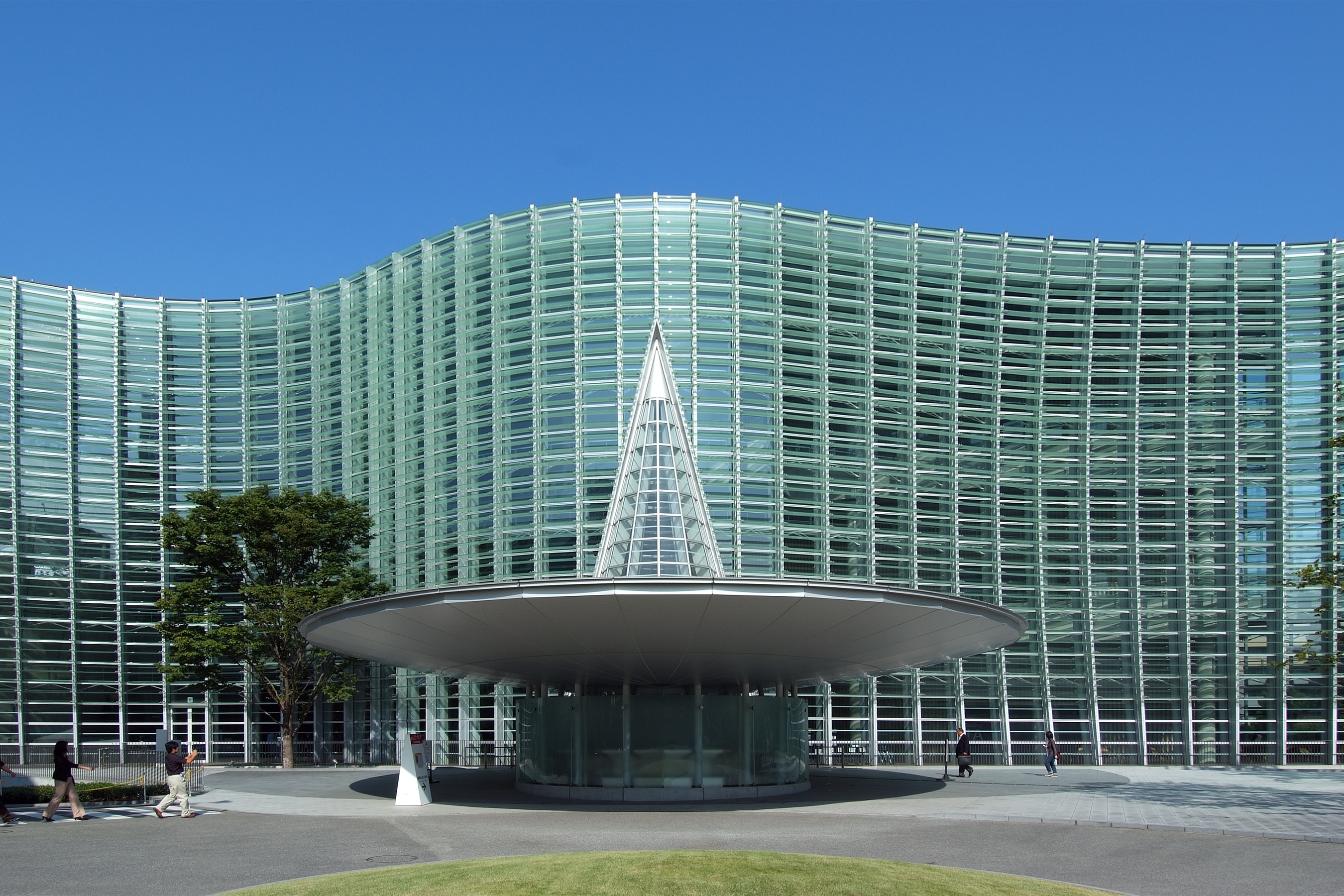
Centro Nacional de Arte de Tokio: Cuando hablamos de arte no es necesario buscar ya que en el increíble museo de Tokio se pueden encontrar belleza de Arte

El Festival de arte de Japón (en inglés Japan Media Arts Festival) es un festival anual que se celebra desde 1997 en Japón.
Durante el festival, los premios son entregados según cuatro categorías: Arte, entretenimiento, manga, animación. Cabe decir que la categoría de entretenimiento también incluye videojuegos y websites.

## Entretenimiento
Es la categoría más popular junto a la categoría manga. Como se ha dicho anteriormente, esta categoría contiene los videojuegos y websites muy conocidas y popularizadas. Los fanes que votan en este sección son generalmente adolescentes y jóvenes. Los videojuegos predominan entre los ganadores del premio, demostrando el gran desarrollo que han tenido las compañías de videojuegos en la sociedad.
| Año         | Gran premio                          | Premio de excelencia | Premio de ánimo             |
| ----------- | ------------------------------------ | --- | --------------------------- |
| 1997 (1st)  | Kage                                 | - Final Fantasy VII - Intelligent Qube - Wanna be a Ruby melting in the sky - image dive Site                                  | n/a                         |
| 1998 (2nd)  | The Legend of Zelda: Ocarina of Time | - Metal Gear Solid - One-line.com Project - Cluster Works - Net Rezonator                                                      | n/a                         |
| 1999 (3rd)  | AIBO, model ERS-110                  | - Maywa Denki Live Performance - motion dive2 - Seaman - Earth from Above                                                      | n/a                         |
| 2000 (4th)  | Dragon Warrior VII                   | - Shenmue - Stand-up Comedy Simulation - Vectrial Elevation, Relational Architectecture - Forest of Thoughts                   | n/a                         |
| 2001 (5th)  | Protrude, Flow                       | - Pikmin - Floating Eye - Contact Water - J-PHONE Sky Pavilion                                                                 | n/a                         |
| 2002 (6th)  | Social Mobiles                       | - CamCamtime - Course - type R - His Master's Voice                                                                            | Youkai Yamiwarashi          |
| 2003 (7th)  | Final Fantasy Crystal Chronicles     | - EyeToy: Play - Ski Jumping Pair Official DVD - Pokemotion - THEgarden Archivado el 27 de febrero de 2021 en Wayback Machine. | atMOS: Self-Packaging Movie |
| 2004 (8th)  | WarioWare: Twisted!                  | - Alice in Vivaldi's Four Seasons - PictoChat - Onimusha 3 Opening Cinematics - YKK AP Evolution                               | Cherry-Clouds               |
| 2005 (9th)  | Flipbook!                            | - Nintendogs - Hifana "Wamono" - Mitsui Fudosan Shibaura Island 3LDK Image Movie - Vodafone Design File                        | Incompatible Block          |
| 2006 (10th) | Ōkami                                | - Rhythm Tengoku - Shaberu! DS Oryouri Navi - Cornelius: "Fit Song" (music video) - Rediscovery Map Nippon                     | Amagatana                   |
| 2017 (20th) | Godzilla Resurgence                  | Pokémon GO | Yokio Takano                |

## Animación
Es un premio a las mejores series de animación del mercado japonés. No es una de las categorías más populares, por esto, los organizadores han implementado variadas medidas para aumentar la popularidad del premio, como mayor publicidad en la televisión, mayor cobertura y mayor contenido. Estas tres medidas son conocidas como "TCC" por los iniciales de las palabras que hacen referencia.
| Año         | Gran Premio                                                | Premio de execelencia                                                                                        | Premio de ánimo                                   |
| ----------- | ---------------------------------------------------------- | --- | ------------------------------------------------- |
| 1997 (1st)  | La princesa Mononoke                                       | - Mini Cartoon ～Knyacki～ - Donguri's House - The Bugs - Neon Genesis Evangelion                            | n/a                                               |
| 1998 (2nd)  | Glassy Ocean                                               | - Kaidohryoku REAL - Serial Experiments Lain - Believe in It - Doraemon: Nobita's South Sea Adventure        | n/a                                               |
| 1999 (3rd)  | El viejo y el mar                                          | - Ojarumaru 2 - Mother - Tyo Story - Mis vecinos los Yamada                                                  | n/a                                               |
| 2000 (4th)  | Blood: The Last Vampire                                    | - Luz - Kidamari no Ki - TarePanda - S.O.S                                                                   | n/a                                               |
| 2001 (5th)  | El viaje de Chihiro y Millennium Actress (empate)          | - Nostalgia - Cat Soup                                                                                       | n/a                                               |
| 2002 (6th)  | Crayon Shin-chan: Arashi o Yobu Appare! Sengoku Dai Kassen | - Mt. Head - Magical☆Shopping Arcade Abenobashi - Ghost in the Shell: Stand Alone Complex - Neko no Ongaeshi | The Evening Traveling                             |
| 2003 (7th)  | Winter Days                                                | - Tokyo Godfathers - Mr. Stain on Junk Alley - Komaneko - Frank                                              | Hoshi no Ko                                       |
| 2004 (8th)  | Mind Game                                                  | - Howl no Ugoku Shiro - Grrl Power - Colors (Part 1) - Birthday Boy                                          | Dream                                             |
| 2005 (9th)  | Flow                                                       | - The Book of the Dead - Kamichu! - Flowery - The Old Crocodile                                              | Seasons                                           |
| 2006 (10th) | La chica que saltaba a través del tiempo                   | - Bloomed Words - A Country Between the World - My Love - Pike Pika                                          | La grúa y la jirafa                               |
| 2007 (11th) | El verano de Coo                                           | - Ukkari Pénélope - Tengen Toppa Gurren-Lagann - Dennō Coil - Franz Kafka's 'A country doctor'               | Ushi-nichi                                        |
| 2017 (20th) | Kimi no Na wa.                                             | - Koe no Katachi - El niño y el mundo - A Love Story - Among the black waves'                                | - Moom - Have Dreamed Of You So Much - Rebellious |

## Manga
Es la categoría más popular junto con la de entretenimiento. Cada año participan miles de candidatos en esta categoría. Según una encuesta realizada a los fanes del festival, ésta es su categoría favorita. Miles de fanes asisten a la entrega de este premio, el cual se hace en un día diferido a los demás para tener mayor cobertura.
| Año         | Gran Premio                                                        | Premio de execelencia | Premio de ánimo                                                                                    |
| ----------- | ------------------------------------------------------------------ | --- | -------------------------------------------------------------------------------------------------- |
| 1997 (1st)  | The Manga classics of Japan (32 volumes)                           | - Seirei tsukai erementarā, Takeshi Okazaki - Blade of the Immortal, Hiroaki Samura - Azumi, Yū Koyama - Monster, Naoki Urasawa                                                                                  | n/a                                                                                                |
| 1998 (2nd)  | Sakamoto Ryōma, Hiroshi Kurogane                                   | - Shindō (The Prodigy), Akira Sasō - Firefighter! Daigo of Fire Company M, Masahito Soda - Gon, Masashi Tanaka - Ron, Motoka Murakami                                                                            | n/a                                                                                                |
| 1999 (3rd)  | I'm home, Kei Ishizaka                                             | - All nude, Shinichi Sugimura - Kokuritsu hakubutsukan monogatari, Jirō Okazaki - Onaji getsu o miteiru, Seiki Tsuchida - Harukana Machi-E, Jirō Taniguchi                                                       | n/a                                                                                                |
| 2000 (4th)  | Vagabond, Takehiko Inoue (art) and Eiji Yoshikawa (original story) | - Ōdō no ku, Yoshikazu Yasuhiko - Massuguni-ikō, Kira - Paji, Takashi Murakami (村上 たかし) - Tasogare Ryūseigun, Kenshi Hirokane                                                                               | n/a                                                                                                |
| 2001 (5th)  | F-shiteki nichijō, Yōji Fukuyama                                   | - Real, Takehiko Inoue - Viva, Chef!, JAPUNCH - Kamigami no Itadaki, Baku Yumemakura and Jirō Taniguchi - Kurosawa / Blazing movie director: Akira Kurosawa biography, Masahiro Sonomura                         | n/a                                                                                                |
| 2002 (6th)  | Sexy Voice and Robo, Iō Kuroda                                     | - Ōzukami Genji monogatari Maro, n?, Yoshihiro Koizumi - Taishi kakka no ryōrinin, Mitsuru Nishimura (story) and Hiroshi Kawasumi (art) - 20th Century Boys, Naoki Urasawa - Say Hello to Black Jack, Shūhō Satō | Naze Hakase wa okotte iru no ka, Isao Ikegaya                                                      |
| 2003 (7th)  | Kajimunugatai: Kaze ga kataru Okinawa-sen, Susumu Higa             | - Helter Skelter, Kyōko Okazaki - Tenjin-san, Naomi Kimura - Mushishi, Yuki Urushibara - Baka-kyodai, Tetsu Adachi                                                                                               | Junkissa Nokoribi, Tai Itō                                                                         |
| 2004 (8th)  | Town of Evening Calm, Country of Cherry Blossoms, Fumiyo Kōno      | - With the Light: Raising an Autistic Child, Keiko Tobe - Mainichi Kasan, Rieko Saibara - Witches, Daisuke Igarashi - Bande Sculptée: La Planète des Samouraïs, Shin'ichirō Natsusaka                            | Shōwa nijūnen no edekami, shi no Hachigatsu jūgojitsu, Watashi no Hachigatsu Jugonichi Association |
| 2005 (9th)  | Shissou Nikki, Hideo Azuma                                         | - Pluto, Naoki Urasawa - Emma, Kaoru Mori - Dragon Zakura, Norifusa Mita - a continuous day, Yuki Sekine | E-Cartoon , Yoshio Nakae                                                                           |
| 2006 (10th) | A Spirit of the Sun, Kaiji Kawaguchi                               | - Ōoku, Fumi Yoshinaga - Osaka Hamlet, Hiromi Morishita - Hyakkiyakō Shō, Ichiko Ima - Yotsuba&!, Kiyohiko Azuma                                                                                                 | Shiritori, Kazuko Chikuhama (story) and Kenichi Chikuhama (art)                                    |
| 2007 (11th) | Mori no Asagao, Mamora Gōda                                        | - Suzuki Sensei, Kenzi Taketomi - Umimachi Diary, Akimi Yoshida - Takemitu Zamurai, Issei Eifuku (story) and Taiyo Matsumoto (art) - Pride, Yukari Ichijō                                                        | Tenken-sai, Yumiko Shirai                                                                          |
| 2017 (20th) | Blue Giant, Shinichi Ishizuka                                      | - Soumubu Sououka Yamaguchi Roppeita, Kenichirou Takai y Norio Hayashi - Misaeng, Tae-Ho Yoon, Ayako Furukawa y Seung Bok Kim - Yuugai Toshi, Tetsuya Tsutsui - Sunny, Taiyo Matsumoto                           | - Outen no Mon, Yaku Haibara - Tsuki ni Hoerannee, Yukiko Seike - Jasmin, Yui Hata                 |